# Raparna undulata
Raparna undulata är en fjärilsart som beskrevs av Moore 1882. Raparna undulata ingår i släktet Raparna och familjen nattflyn. Inga underarter finns listade.